# نرگس‌چال
نرگس چال، روستایی است از توابع بخش چشمه‌ساران شهرستان آزادشهر در استان گلستان ایران.

## جمعیت
این روستا در دهستان چشمه‌ساران قرار دارد و براساس سرشماری مرکز آمار ایران در سال ۱۳۸۵، جمعیت آن ۱۳۹ نفر (۴۱خانوار) بوده‌است.